# دينيس باتوري كيتسز
دينيس باتوري كيتسز (من مواليد 14 مارس 1949)في (بلينفيلد , جديد جيرسي ) (أسماء مستعارة: دينيس باثوري، دينيس كيتس، دينيس ج. كيتسز، دينيس باثوري كيتسز، كالفوس جيسامتي، غراي شادي، دي بي كويل، برادي كينانس، كالفوس زوندريوس، باتوري دينيس، أورا موساد، دون جونسون، كيري ميريت، كالفن ديون، إنيمتو بيمانينا) مؤلف وملحن أمريكي مجري .
يعيش باتوري في نورثفيلد , فيرموند . يدعي أنه من نسل عائلة باتوري ، وهي عشيرة بارزة في أوروبا الوسطى خلال العصور الوسطى ولكن لا يمكن العثور على دليل على ذلك.